# نیکولاس بوول
نیکولاس بوول (به انگلیسی: Nicholas Bovell) (زادهٔ ۱۱ مهٔ ۱۹۸۶) شناگر اهل ترینیداد و توباگو است.